# Lew Pajewski
Lew Siemionowicz Pajewski (ur. 7 września?/19 września 1850 w Osinogródku, zm. 1912 w Słonimiu lub 1919 w Tbilisi) – rosyjski duchowny prawosławny, badacz historii regionalnej ziemi brzeskiej.

## Życiorys
Był synem duchownego prawosławnego Siemiona Pajewskiego, proboszcza parafii w Sorokach, Osinogródku, Łukowie i Chocisławiu. Rodzina Pajewskich posiadała długoletnie tradycje kapłańskie – najpierw należący do niej mężczyźni byli duchownymi unickimi, zaś po synodzie połockim – prawosławnymi.
Ukończył prawosławne seminarium duchowne w Wilnie i w 1875 w soborze Trójcy Świętej w Warszawie został wyświęcony na diakona. Następnie przyjął święcenia kapłańskie. Od 1875 do 1885 był proboszczem parafii w Witulinie i Konstantynowie. Przez kolejne dziewięć lat kierował parafią Opieki Matki Bożej w Szczytnikach Małych, natomiast od 1894 do 1905 służył w parafii św. Symeona Słupnika w Kamieńcu. W 1897, podczas pobytu cara Mikołaja II w Puszczy Białowieskiej, ks. Pajewski uzyskał u niego audiencję i przekonał go do dofinansowania przez państwo budowy nowej cerkwi w Kamieńcu. Budynek ten faktycznie powstał, ale już po przeniesieniu duchownego do innej parafii. Kapłan służył od 1906 do śmierci w 1912 w soborze Przemienienia Pańskiego w Słonimie. Według innego źródła zmarł siedem lat później w Tbilisi.

## Badania regionalistyczne
Lew Pajewski łączył działalność duszpasterską z prywatnymi badaniami nad dziejami regionu brzeskiego. Prowadził badania archeologiczne i etnograficzne, badał miejscowe archiwa. Swoje prace publikował na łamach prasy cerkiewnej (w oficjalnych organach prasowych eparchii warszawskiej oraz wileńskiej i litewskiej) i świeckiej („Wilenskij Wiestnik”, „Moskowskije wiedomosti”, „Grodnienskija Gubiernskija Wiedomosti”). Brał udział w zjazdach archeologów w Moskwie, Rydze i Wilnie.
Badał archiwa nieistniejących klasztorów bazyliańskich w Żyrowicach oraz w Białej Podlaskiej. Szczególną wartość przedstawiają jego prace dotyczące Brześcia. Na początku lat 90. XIX w. duchowny wykonał, zaś w 1895 wydał drukiem opis zawartości archiwum miejskiego w Brześciu i przechowywanych w nim źródeł, w tym map i dokumentów z okresu przedrozbiorowego. Z kolei w 1894 Lew Pajewski odnalazł w jednej z cerkwi brzeskich unicką księgę wizytacji świątyni katedralnej oraz cerkwi podlegających kapitule brzeskiej z 1759 (łac. Liber visitationum Ecclesiae Cathedralis et Ecclesiarum Capitularium Brestensium) i na jej podstawie dokonał opisu świątyń unickich w Brześciu, zniszczonych podczas budowy twierdzy brzeskiej. Ponieważ księga wizytacji w kolejnych latach zaginęła, praca Pajewskiego jest jedynym źródłem, z którego możliwe jest poznanie przynajmniej znacznej części jej treści. Osobną pracę duchowny poświęcił również Kamieńcowi, opisując lokalną kulturę materialną i duchową, w szczególności lokalne obyczaje i prawosławne cerkwie. Opublikował ponadto rozprawę poświęconą krytyce działalności Jozafata Kuncewicza.
Pajewski uważał się za Rosjanina. Uważał, że Rosjanie („Wielkorosjanie”) i Białorusini posiadają wspólną przeszłość i kulturę opartą na prawosławiu, a zatem powinni ściśle współpracować w ramach jednego państwa. Jego poglądy były widoczne w publikowanych artykułach, co sprawiało, że jego teksty zalicza się do historiografii cerkiewnej podporządkowanej oficjalnej polityce państwowej (zachodniorusizm). Równocześnie jego prace nie zawierają przekłamań, a fakty i dokumenty przedstawiane są w rzetelny sposób.

## Rodzina
Jego synem był Michaił Pajewski, po wstąpieniu do monasteru Melchizedek, późniejszy metropolita miński i białoruski.